# Alcea lavateriflora
Alcea lavateriflora là một loài thực vật có hoa trong họ Cẩm quỳ. Loài này được (DC.) Boiss. mô tả khoa học đầu tiên năm 1867.